# Макрідов Микола Опанасович
Микола Опанасович Макрідов (рос. Николай Афанасьевич Макридов; 21 квітня 1920, Мілеево — 21 вересня 1994, Одеса) — учасник Великої Вітчизняної війни, комсорг 493-го стрілецького полку 159-ї стрілецької дивізії 5-ї армії 3-го Білоруського фронту, полковник запасу, Герой Радянського Союзу.

## Біографія
Микола Опанасович Макрідов народився в селі Мілéево 21 квітня 1920 року в селянській родині, де було п'ятеро дітей. Батько — Макрідов Опанас Петрович (1895—1950), мати — Олександра Яківна (1895—1961). У сім'ї було троє братів і дві сестри. Середню освіту отримав в Мокровской школі. У 1936 році вступив до комсомолу, працював в районному комітеті комсомолу. У 1940 році був призваний до лав Червоної Армії.
На фронті був рядовим солдатом піхоти з першого дня, 22 червня 1941 року, так як частина стояла в Коломиї (Івано-Франківська область, Західна Україна) на кордоні з Румунією. Учасник важких оборонних боїв на півдні країни, де був двічі поранений. У 1942 закінчив курси політпрацівників, комсорг батальйону.
Член КПРС з 1943 року, з травня 1943 — комсорг полку.
У боях під Ленінградом, в Прибалтиці і Білорусії не раз відрізнявся в бою, був нагороджений орденом Вітчизняної війни 2-го ступеня і медаллю «За відвагу».
У середині липня 1944 успішно форсував річку Німан на північний захід від Каунаса (Литва), брав участь у відбитті численних контратак ворога.
17 серпня 1944 року одним із перших в дивізії вийшов на державний кордон зі Східною Прусією.
При поданні до звання Героя Радянського Союзу — старший лейтенант, комсорг 491-го стрілецького полку 159-ї стрілецької дивізії 5-ї армії. Звання присвоєно 23 березня 1945 році. Війну закінчив у званні капітана. Учасник боїв з Японією.
Був двічі поранений, контужений, знаходився в госпіталях, але повертався на фронт.
У 1951 році призначений заступником начальника курсів з підготовки лейтенантів Горьковського зенітно-артилерійського училища, а потім заступником командира дивізіону по політчастині курсантів Одеського зенітно-артилерійського училища. У 1953 році заочно закінчив Військово-політичну академію ім. В. І. Леніна в Москві. У 1954 році призначений заступників начальника політвідділу зенітно-артилерійської дивізії, начальником політвідділу зенітно-артилерійської бригади ГСВГ (Групи радянських військ у Німеччині). З 1959 року викладач, старший виклада партійно-політичної роботи і основ військового виховання Одеського артилерійського училища ім. М. В. Фрунзе, заступник по політчастині начальника окружного військового госпіталю, старший інструктор по марксистсько-ленінському утворення політвідділу штабу і управлінь Одеського військового округу. У 1962 році закінчив Центральні ордена Леніна Червонопрапорної артилерійські офіцерські курси в Ленінграді.
Звання полковника присвоєно 05.07.1966 року (наказ Міністра Оборони СРСР № 087 від 01.07.1966). У 1967 році призначений старшим інструктором з організаційно-партійної роботи, обраний секретарем партійної комісії штабу і управлінь Групи радянських військ у Німеччині. У 1972 році обраний секретарем партійної комісії при політвідділі спецчастин Одеського гарнізону. Звільнився в запас у лютому 1974 року, як особа, яка вислужила встановлені законом терміни служби. У вересні 1974 року вступив на роботу в Одеське обласне Управління лісового господарства і лісозаготівель при виконкомі Одеської Ради народних депутатів на посаду мисливствознавця-інспектора.
Помер в Одесі 21 вересня 1994, похований на Другому християнському кладовищі в Одесі.